# Mésigny

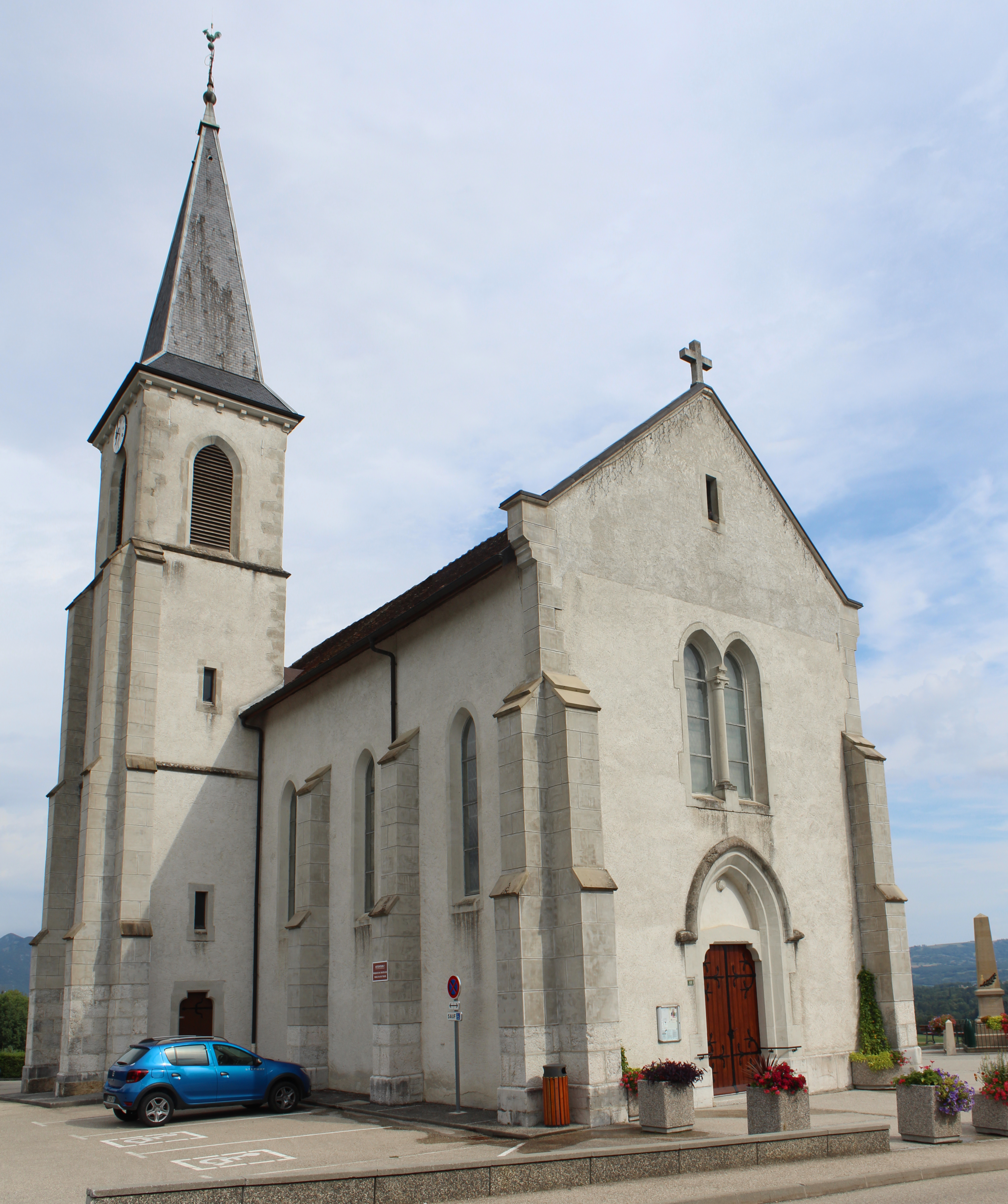
Kirche Saint-Denis de Mésigny.

Mésigny ist eine französische Gemeinde im Département Haute-Savoie in der Region Auvergne-Rhône-Alpes.

## Geographie
Mésigny liegt auf 535 m, etwa 13 Kilometer nordwestlich der Stadt Annecy (Luftlinie). Das Bauerndorf erstreckt sich an einem sanft nach Nordosten geneigten Hang über dem Tal der Petites Usses, in der Hügellandschaft zwischen den Tälern von Usses und Fier, im Genevois.
Die Fläche des 6,73 km² großen Gemeindegebiets umfasst einen Abschnitt des Genevois. Der östliche Gemeindeteil wird vom Tälchen der Petites Usses eingenommen, einem linken Seitenbach des Usses. Das Tal, das mehrere Windungen aufweist, ist insgesamt von Südosten nach Nordwesten orientiert. Nach Westen erstreckt sich das Gemeindeareal über den relativ sanft ansteigenden Hang von Mésigny bis in das angrenzende Hügelland. Auf der bewaldeten Höhe von Sublessy wird mit 720 m die höchste Erhebung von Mésigny erreicht.
Zu Mésigny gehören neben dem eigentlichen Ortskern auch verschiedene Weilersiedlungen und Gehöfte, darunter: 
- Les Balmettes (430 m) im Tal der Petites Usses
- Chosoz (490 m) am Hang unterhalb des Dorfes
- Chez Gaillard (550 m) am Hang oberhalb des Dorfes
- Orgemont (590 m) auf einem Plateau oberhalb des Dorfes

Nachbargemeinden von Mésigny sind Sallenôves im Norden, Choisy im Osten, La Balme-de-Sillingy und Sillingy im Süden sowie Chilly im Westen.

## Geschichte
Das Gemeindegebiet von Mésigny war bereits im Neolithikum und während der Römerzeit besiedelt. 
Ab 1803 gehörte Mésigny zur Gemeinde La Balme-de-Sillingy, bevor es 1825 wieder zu einer selbständigen Gemeinde erhoben wurde.

## Sehenswürdigkeiten
Die Dorfkirche von Mésigny stammt aus dem 19. Jahrhundert.

## Bevölkerung
| Jahr                       | 1962 | 1968 | 1975 | 1982 | 1990 | 1999 | 2005 |
| Einwohner                  | 281  | 289  | 348  | 449  | 579  | 630  | 693  |
| Quellen: Cassini und INSEE |      |      |      |      |      |      |      |

Mit 802 Einwohnern (Stand 1. Januar 2022) gehört Mésigny zu den kleinen Gemeinden des Département Haute-Savoie. Seit Beginn der 1970er Jahre wurde eine deutliche Bevölkerungszunahme verzeichnet.

## Wirtschaft und Infrastruktur
Mésigny ist noch heute ein vorwiegend durch die Landwirtschaft geprägtes Dorf. Daneben gibt es einige Betriebe des lokalen Kleingewerbes. Viele Erwerbstätige sind Wegpendler, die in den größeren Ortschaften der Umgebung, insbesondere im Raum Annecy ihrer Arbeit nachgehen.
Die Ortschaft liegt abseits der größeren Durchgangsstraßen, ist aber von der Hauptstraße N508, die von Annecy nach Bellegarde-sur-Valserine führt, leicht erreichbar. Weitere Straßenverbindungen bestehen mit Chilly und Sillingy. Der nächste Anschluss an die Autobahn A41 befindet sich in einer Entfernung von rund 14 km.